# Гьялцаб Дже
О линии тулку школы карма-кагью см. Гьялцаб Ринпоче
Гьялцаб Дже (тиб. རྒྱལ་ཚབ་རྗེ, Вайли Rgyal tshab rje; полное имя — Гьялцаб Дарма Ринчен (dar ma rin chen); 1364—1432) — тибетский буддийский наставник школ сакья и гелуг, сооснователь и настоятель монастыря Ганден.

## Биография
Гьялцаб Дарма Ринчен родился в центральном Тибете, в провинции Цанг. До того, как стать одним из двух ближайших учеников Цонкапы, принадлежал к школе сакья и обучался у Рендавы Шонну Лодоя, получив в итоге титул габджу (санскр. — кальяна митра). Наряду с Цонкапой, был сооснователем и фактически первым настоятелем центрального монастыря будущей школы гелуг — Ганден.
Как сообщает «Синяя летопись»,
Гьялцаб «был преисполнен отвращения к этому миру, отличался просветлённым умом, не имеющим познавательных препон в постижении всех текстов Тантр и Сутр. Это была личность, движимая чистой незапятнанной нравственностью, даже если и случались ничтожные отступления. Он с настойчивостью совершал благие дела, не оставляя их ни на минуту».
Гьялцаб оставался настоятелем Гандена 13 лет; седьмой настоятель монастыря, Лодой Тенпа, был его учеником.
Гьялцаб Дже был плодотворным писателем; одним из его наиболее цитируемых трудов является комментарий на «Бодхичарьяватару» Шантидевы.
Скончался в возрасте 67 лет на холме Потала в Лхасе.